# Perversion – Die erotische Form von Hass
Perversion – Die erotische Form von Hass (original: Perversion – The erotic form of hatred) ist der Titel eines anthropologischen und sexualwissenschaftlichen Sachbuches des Psychoanalytikers Robert Stoller. Es ist erstmals 1975 in New York erschienen, vier Jahre später in deutscher Übersetzung publiziert und 2014 in dritter Auflage herausgegeben worden.
Mit dieser Arbeit legte Stoller sein viertes Buch über die Entwicklung der menschlichen Geschlechtsidentität vor, die zur Zeit der Erstveröffentlichung in der Sexualwissenschaft und darüber hinaus noch binär aufgefasst wurde. Zuvor hatte sich Stoller mehr als 20 Jahre lang mit der Frage beschäftigt, wie sich Männlichkeit und Weiblichkeit entwickeln, ehe er sich nun der Frage nach den möglichen Folgen einer unsicheren Geschlechtsidentität vertiefend zuwandte.

## Historische Einordnung
Die Sexualwissenschaft gehört zu den jungen wissenschaftlichen Disziplinen. Ihre gut 150 Jahre währende Geschichte fasste Volkmar Sigusch im Jahr 2008 in seinem Buch zur Geschichte der Sexualwissenschaft zusammen.
Abgesehen von frühen Vorläufern begannen im 18. Jahrhundert die Dichter, leibliche Vorgänge der Sexualität zu benennen. Berühmtester Vertreter dieser Zeit war Marquis de Sade. Im 19. Jahrhundert begannen Ärzte, sich dieses Themas anzunehmen. Sie legten Beschreibungen und Bestandsaufnahmen, Inventarisierungen und Klassifizierungen vor, während ethische Gesichtspunkte bestimmend waren. Im Jahr 1886 veröffentlichte Richard von Krafft-Ebing, Protagonist dieser Zeit, seine Psychopathia sexualis. Sie gilt als erste sexualmedizinische Gesamtdarstellung, ist aber nahezu ausschließlich eine Studie sexueller Perversionen.
Im 20. Jahrhundert wurden – nun von Sexualwissenschaftlern verschiedener beruflicher Herkunft – Institute gegründet, Theorien entwickelt, Forschung betrieben und Fachzeitschriften herausgegeben. Vorausgehend hatte Freud Im Jahr 1905 seine Drei Abhandlungen zur Sexualtheorie veröffentlicht. Auch wenn diese Schrift zu ihrer Zeit einen „wissenschaftlichen Skandal“ verursachte, war mit ihrem Versuch, sexuelle Reaktionen und Ausdrucksformen zu verstehen, doch der Weg zur Entwicklung von Theorien geebnet, mit deren Hilfe sich Sinn und Gehalt sexueller Erlebnisweisen im Allgemeinen und sexueller Perversionen im Speziellen verstehen lassen.
Nachdem in Deutschland 1933 das erste Institut für Sexualwissenschaft von den Nationalsozialisten zerschlagen worden war, gründete Hans Giese nach 1945 in Frankfurt am Main ein privates sexualwissenschaftliches Institut und gründete 1950 die Deutsche Gesellschaft für Sexualforschung und damit die älteste der Fachgesellschaften in Deutschland, die später als ihr wissenschaftliches Organ die Beiträge zur Sexualforschung herausgab. Später wurde er Leiter des Instituts für Sexualforschung an der Universität Hamburg und beschrieb 1973 das Erscheinungsbild der Perversionen differenziert mit sieben Leitsymptomen.
Im Rahmen eines grundlegenden Wandels der Sexualmoral, der mit der 68er-Bewegung verknüpft war, kam es zu gesellschaftlichen Veränderungen, die zunächst in dem Begriff der sexuellen Revolution gefasst und, ihr nachfolgend, als neosexuelle Revolution bezeichnet wurden. Stoller veröffentlichte sein Buch mitten in der Zeit der sexuellen Revolution.

## Der Begriff
„Mit dem Ausdruck Perversion werden in unserer Kultur die Abscheulichkeiten schlechthin belegt, von der Apartheid über die Neutronenbombe bis hin zum Holocaust. Die Sexualwissenschaft dagegen betrachtet Perversionen als etwas Humanspezifisches und diagnostiziert sie nur dann, wenn bestimmte klinische Kriterien erfüllt sind.“

Mit diesen Kriterien befasst sich Stoller in seinem Buch und hält für diese Fälle, wie auch Sigusch, an dem Begriff der Perversion fest, der den modernen Begriff der Paraphilie für verharmlosend hält, weil es „um Risiken und Katastrophen und nicht selten um Leben und Tod“ gehe.

## Aufbau
Eingebettet in eine Einführung, eine 155 Titel umfassende Bibliografie und ein Namens- und Sachregister strukturiert Stoller sein Buch mit drei Teilen und insgesamt zwölf Kapiteln. Im ersten Teil mit der Überschrift Definition setzt er sich in vier Kapiteln mit dem Begriff auseinander. Im zweiten Teil – Dynamik: Trauma, Feindseligkeit, Risiko und Rache – entfaltet er in fünf Kapiteln den Kern seiner theoretischen Überzeugungen über die Perversion. Der dritte Teil trägt den Titel Soziale Fragen und widmet sich in drei Kapiteln eher allgemeinen und teils philosophischen Betrachtungen zu ausgewählten Aspekten des Themas.

## Inhalt
Obwohl seine theoretische Basis die Psychoanalyse ist, verzichtet Stoller in seinem Buch weitgehend auf deren Fachbegriffe oder erläutert sie, falls unvermeidbar. Eine vollständige Theorie der Perversion wolle er nicht vorlegen. Er versteht seine Mitteilungen als vorläufig:

„Man nehme das Buch als Denkanstoß, der zum Erwägen, Entgegnen und Prüfen einlädt.“

### Definition

#### Abweichung, Variante und Perversion
Den ersten Teil seines Buches widmet Stoller zunächst der definitorischen Unterscheidung der drei Begriffe Abweichung, Variante und Perversion, wobei er es erklärtermaßen bevorzuge, sich eher auf klinische Daten denn auf Theorien zu stützen.

„Unter Abweichung verstehe ich hier eine erotische Technik oder eine Verknüpfung von Techniken, die man an Stelle des vollständigen Sexualaktes anwendet und die sich von der jeweiligen kulturbedingten Definition des Normalen unterscheidet.“

Dabei stellt Stoller Abweichung als Oberbegriff vor, unter den er die beiden weiteren subsumiert. Unter Varianten versteht er Abweichungen, die niemandem schaden und zu denen er beispielsweise aus Neugier oder unter Drogeneinwirkung vollzogene sexuelle Experimente rechnet, wie auch jene abweichenden sexuellen Verhaltensweisen, zu denen es aus sexueller Not, nicht jedoch vorzugsweise komme. Bei der Perversion dagegen handele es sich um eine bevorzugte, gewohnheitsmäßige Abweichung, die an die Stelle des Sexualaktes trete und nötig sei, um volle Befriedigung zu erlangen.

#### Die Auswirkungen der neueren Sexualforschung auf die psychoanalytische Theorie
Im zweiten Kapitel setzt Stoller fünf Konzeptionen der Sexualtheorie, die Sigmund Freud im Laufe seines Lebens entwickelt hatte, in ein Verhältnis zu den Ergebnissen der neueren Sexualforschung. Dabei kommt er zu dem Schluss, dass noch immer zu wenig bekannt sei „über die Faktoren, die im Anschluß an die determinierenden Einflüsse von Vererbung, Konstitution und früher Umwelt auf die Entfaltung der Sexualität einwirken“.

#### Varianten: Abweichungen, die keine Perversionen sind
Im dritten Kapitel widmet sich Stoller den von ihm so bezeichneten Varianten als Abweichungen, die nach seinem Verständnis keine Perversionen sind. Das gelte für von gesellschaftlichen Normen abweichendem Sexualverhalten, das keinen feindseligen Phantasien entstamme. Hierzu rechnet Stoller zunächst erbliche Faktoren ebenso wie konstitutionelle. Beispielhaft nennt er hier Abweichungen, wie sie bei einem „Androgenresistenzsydrom“ bei Frauen oder dem Klinefelter-Syndrom bei Männern zu beobachten seien. Weiterhin benennt er in der Literatur selten beschriebene Abweichungen, die auf Störungen der Hirnfunktion zurückzuführen sind. Hinzu kämen die ebenfalls seltenen Fälle von Hermaphroditismus. Auch rechnet Stoller männliche Transsexualität zur Gruppe der Varianten. Da die Ätiologie der weiblichen Transsexualität sich anders darstelle, nimmt er diese Fälle aus. Daneben werden Varianten beschrieben, die kulturell bedingt seien, da in verschiedenen Epochen und an verschiedenen Orten je unterschiedliche Kriterien an die Beurteilung gelegt werden müssten. Schlussendlich erwähnt Stoller Fälle, in denen sich Menschen „in Ermangelung eines Besseren mit Ersatzlösungen zufrieden“ geben, die perversen Handlungen ähneln oder gleichen mögen und doch nur eine Variante seien, weil ihnen die für eine Perversion spezifisch feindselige Komponente fehle.

#### Perversionen: Abweichungen, die keine Varianten sind
Im vierten Kapitel geht es um Perversionen als Abweichungen, die Stoller nicht zu den Varianten zählt. Sie zeichnen sich durch Spezifika aus, die jede Perversion charakterisiere: Feindseligkeit, Rache und Triumph und ein entpersönlichtes Objekt.
Perversion sei „in die Tat umgesetzte Phantasie“. Weil er der Phantasie eine besondere Bedeutung beimisst, definiert er diesen Begriff zunächst als „jene Kraft, die Hoffnung birgt, Wunden heilt, vor Realität schützt, Wahrheit verschleiert, Identität festigt, Gelassenheit herstellt und die Seele reinigt“. Perversion werde nicht weniger als durch physiologische Abläufe und Umweltfaktoren durch Phantasie bestimmt. Ohne Kenntnis ihrer Funktion, ihrer Inhalte und Abläufe bleibe die Bedeutung der Perversion unverständlich. Im Zentrum der Phantasie stehe die Feindseligkeit, die sich zum Teil unverhohlen im perversen Akt zeige – wie beim Sadismus – oder aber nicht vorzukommen scheine, wie beispielsweise beim Fetischismus.

„Je deutlicher die Feindseligkeit, um so sicherer hat man es mit einer Perversion zu tun.“

Feindseligkeit wird verstanden als der Wunsch, „einem anderen überlegen zu sein, ihm Schaden zuzufügen und über ihn zu triumphieren“ oder, wie im Fetischismus, die Person im Objekt der Begierde auszulöschen. Auch wenn der Körper des Geschlechtspartners nicht im Dienst der Erotik stehe, sondern beispielsweise seiner Entwürdigung oder der Machtausübung diene, sei an das Vorliegen einer Perversion zu denken. Doch ob eine Handlung Ausdruck einer Perversion sei, hänge nicht davon ab, „welche Körperteile wie und wozu verwendet werden“, sondern davon, „was sie für den einzelnen bedeutet“.

### Dynamik: Trauma, Feindseligkeit, Risiko und Rache
Der zweite und umfangreichste Teil des Buches macht den Kern der Darlegungen Stollers aus. Hier entfaltet er seine zentrale These, der Perversion liege ein in der Kindheit erlittenes akutes, chronisches oder kumulatives Trauma zugrunde, das Feindseligkeit heraufbeschworen habe, die sich schließlich im Rahmen einer Perversion in der illusionären Hoffnung entlade, die frühen Wunden mögen heilen.

#### Pornographie und Perversion
Zunächst befasst sich Stoller im fünften Kapitel mit der Pornografie, die gemeinhin nicht mit dem Begriff Perversion in Verbindung gebracht wird, ihm aber der einleitenden Klarifikation dient. Er hält pornografische Produkte für überlegene „Hilfsmittel zur statistischen Untersuchung der Psychodynamik“ einer Perversion, weil jene, die damit Geld verdienen, den Kern der Wünsche ihrer Käufer treffen müssten. Das Produkt müsse „genau genug“ sein, „um zu erregen, und allgemein genug, um viele zu erregen“. Seine Definition lautet:

„Pornographie ist ein komplizierter Tagtraum, der Betätigungen, die meistens, aber nicht notwendigerweise offen sexuell sind, auf schriftliches, bildhaftes oder akustisches Material überträgt, um im Beobachter genitale Erregung zu erzeugen.“

Die Konsumenten könnten, so Stoller, in zwei Gruppen eingeteilt werden, jene, die sexuell erregt werden und andere, bei denen dies nicht der Fall ist. Pornografie sei eine „Sache der Ästhetik“ und nicht jeder lasse sich durch dasselbe Material ansprechen. Aus den zahlreichen pornografischen Gattungen wählt Stoller beispielhaft den von ihm so genannten „perversen Transvestitismus“, den er auf Fälle beschränkt wissen will, bei denen das Tragen der Kleidung des anderen Geschlechts fetischistischen Charakter habe und sexuelle Erregung erzeuge. An einem auch durch anamnestisches Fremdmaterial besonders gut dokumentierten Fall eines seiner Patienten weist Stoller im Detail und Schritt für Schritt nach, wie sich das in der Kindheit erlebte Trauma in den einzelnen Szenen des vom Patienten bevorzugten pornografischen Materials, das er Stoller zur Verfügung gestellt hatte, wiederfindet. Er schließt dieses Kapitel mit einigen allgemeineren Betrachtungen zur Pornografie.

#### Feindseligkeit und Geheimnis der Perversion
In der Perversion werde, so Stoller in seinem sechsten Kapitel, das in Kindertagen erlittene Trauma in einen Triumph umgewandelt. Das Trauma habe sich entweder gegen den Geschlechtsapparat des Kindes oder – häufiger – gegen seine Geschlechtsidentität gerichtet. Deshalb liege der Perversion stets ein bewusstes oder unbewusstes Gefühl der Bedrohung der eigenen Geschlechtsidentität zugrunde.
Eine sichere Geschlechtsidentität bringe keine Perversion hervor. Sie entstehe aus dem Versuch, die Bedrohung der eigenen Geschlechtsidentität zu bewältigen.
Damit das Trauma im perversen Akt in einen Triumph verwandelt werden könne, bedürfe es verschiedener Voraussetzungen. Dazu rechnet Stoller Risiko und Feindseligkeit.
Da es sich beim perversen Akt um eine Reinszenierung mit anderem Ausgang handelt, wird er mit dem Risiko gestaltet, das in der Kindheit erlittene Trauma könne sich wiederholen. Standen in Kindertagen die Feindseligkeit von Erwachsenen und die Angst des Kindes im Vordergrund, wandele sich im perversen Akt die Angst in Wut und Rache. Angst, Wut und Rache seien die drei Elemente der Feindseligkeit, so Stoller.
Hinzu komme notwendigerweise ein Vorgang, den Freud Ichspaltung nannte. Er helfe einerseits die Realität anzuerkennen, sie andererseits aber zugleich zu verleugnen und durch Phantasie zu ersetzen. Darüber hinaus benennt Stoller für die Entstehungsbedingungen einer Perversion als weiteren möglichen Faktor eine gesellschaftlich vermittelte „Mystifizierung der Sexualität“:

„Mit ihren Strafandrohungen, ihren wunderbaren Verheißungen, ihren gesellschaftlich [...] überlieferten sexuellen Mythen und Vorurteilen kann diese Mystifizierung, wenn sie zu intensiv und bizarr ausfällt, ebenfalls zur Perversion beitragen.“

Das Geheimnisvolle sei mit dem Geschlechtsunterschied verknüpft, der entwicklungspsychologisch in verschiedenen Stadien zunächst wahrgenommen, dann in den anatomischen Unterschieden entdeckt und schließlich neugierig erforscht werde. Das Kind erfahre, dass es sich dabei „um etwas höchst Wichtiges“ handele. Das erzeuge den Wunsch, sich Gewissheit über die eigene Geschlechtlichkeit zu verschaffen. Wird dieser Vorgang durch feindselige Eingriffe von an der Erziehung des Kindes beteiligten Personen gestört, könne sich unter den genannten Voraussetzungen im Erwachsenenalter neben einer Störung der Geschlechtsidentität eine Perversion entwickeln.

#### Perversion: Risiko oder Langeweile
„Perversion ist Haß, erotisierter Haß“. Diese zentrale These seines Buches, die ihm den Untertitel gab, entfaltet Stoller im siebten Kapitel.
In der Perversion werde das ursprüngliche Trauma mit dem neuen Ergebnis des Triumphes in der Phantasie gleichsam in sein Gegenteil verwandelt, allerdings mit dem Risiko behaftet, sich erneut im Trauma zu „verstricken“. Dieses Risiko dürfe nicht zu groß sein, weil das die Entwicklung von Lust behindere.

„Perversion stellt sich als der komplizierte Weg dar, der sich durch Gefahren zur triumphalen sexuellen Befriedigung hindurchwindet.“

Dies geschieht im perversen Akt dadurch, dass in der Phantasie eine bedrohliche Situation aufgesucht und im perversen Akt in einen Triumph verwandelt wird. Hervorgerufen wird das Geschehen bevorzugt durch eine aktuelle Kränkung der männlichen Identität oder in Erwartung einer solchen. Die Bedrohung besteht in erster Linie in der Gefahr von Demütigung, Entwertung und Erniedrigung. Beteiligt sind bevorzugt Gefühle von Angst, Furcht, Schuld- und besonders Schamgefühle. Wenn die bedrohliche Situation aufgesucht ist, kommt es zu einem Vibrieren zwischen Angst vor Beschädigung der Identität und Hoffnung auf den Triumph, sie erfolgreich verteidigt zu haben. Dabei wird das Objekt verdinglicht. Es zählt nur noch in seiner Funktion, den Triumph zu ermöglichen. Der perverse Akt endet in einem triumphalen Erleben von Macht und Potenz.
Auch jenseits der Perversion verdichte sich in der sexuellen Phantasie, die jeder Mensch habe, seine Lebensgeschichte und die Entwicklung seiner Erotik und Geschlechtsidentität. Dem Risiko stellt Stoller die Langeweile gegenüber, die sich seiner Überzeugung nach aus einem Mangel an Risikofreude ergebe. In der Perversion beziehe sich die Phantasie aber speziell auf das erlittene Trauma, das sich gegen die der Lust fähigen Körperteile oder die Geschlechtsidentität gerichtet habe und das „tiefgreifend“ gewesen sein müsse – „zu lange andauerte, zu plötzlich kam oder zu früh geschah, weil man noch zu jung war, um sich richtig verteidigen zu können“. Das Trauma verursache eine Beschädigung, nicht weniger, aber auch nicht mehr, weil andernfalls mit einem Erlöschen sexueller Erlebnisfähigkeit zu rechnen wäre.
Stoller fasst die Risiken zusammen, die in der Perversion eingegangen werden, und zählt unter anderem dazu das Risiko, entdeckt zu werden, sich selbst zu verabscheuen oder bestraft zu werden. Einzig ausgenommen von der Angst, bestraft zu werden, sei der Exhibitionismus, weil hier Festnahme und Bestrafung als Beleg für Männlichkeit im Sinne von Wichtigkeit als Mann umgedeutet würden. Er ergänzt seine Ausführungen durch Befunde anderer Autoren und eigenes klinisches Material, um seine theoretischen Aussagen zu belegen. Dabei benennt er beispielhaft im Alltag erlittene oder erwartete Demütigungen als typische Auslöser für perverses Handeln. Alle damit einhergehenden Details der Phantasie hätten im Rahmen der Perversion die Aufgabe, davon zu überzeugen, dass die Gefahr vorüber sei.
Abschließend widmet Stoller dem Fetischismus einen eigenen Abschnitt und stellt ihn mit Bezug auf weitere Autoren als eine krankheitstheoretisch schwere Perversion dar, weil in ihr wegen der Unfähigkeit, „einen anderen Menschen in seiner Ganzheit“ als Sexualpartner zu ertragen, die Phantasie am begehrten Sexualobjekt alles Menschliche vernichtet hat. Hier bestehe die Feindseligkeit in der phantasierten „Zerstörung des Objekts“, wobei mit dem Begriff des Objekts nicht der Fetisch, sondern – dem psychoanalytischen Sprachgebrauch folgend – ein menschliches Gegenüber gemeint ist.

#### Symbioseangst und die Entwicklung der Männlichkeit
Im achten Kapitel beschäftigt Stoller die Frage, warum bevorzugt Männer Perversionen entwickeln. Diese Auffassung entspricht dem damaligen Forschungsstand, wurde aber inzwischen unter anderem von Estela Welldon mit der Erkenntnis widerlegt, dass die Perversion von Frauen lediglich anders zum Ausdruck gebracht wird. Sie schrieb darüber ein Buch, das 2003 unter dem Titel Perversionen der Frau in deutscher Übersetzung erschien.
Entwicklung von Männlichkeit setze voraus, sich aus der Symbiose mit der Mutter zu lösen. Die Furcht, die Trennung von der Mutter nicht ertragen zu können, bezeichnet Stoller als Symbioseangst. Sie zu überwinden bedürfe es einer Unterstützung.
Die zunächst notwendige symbiotische Beziehung zwischen Mutter und Sohn könne die Entwicklung von Männlichkeit behindern, wenn sie zu intensiv sei oder nicht aufgelöst werde und zu lange anhalte. Gelingt diese Trennung nicht, wird Individuation mindestens beeinträchtigt, wenn nicht verhindert. Eine Mutter würde die Entwicklung zur Männlichkeit aber nur dann unterstützen, „wenn sie einen männlichen Sohn haben und sich an seiner Männlichkeit freuen möchte“. Stoller zieht ausführliches klinisches Material heran, um seine These zu belegen, dass Männlichkeit „ohne ein ständiges Wegstreben von der Mutter nicht zustande“ komme.

#### Verbrechen als sexuelle Handlung
Im neunten Kapitel stellt Stoller eine Patientin vor, die sein Konzept von der Perversion verkompliziere. Ihre Einbruchdiebstähle, begangen im Rahmen eines aufwendig inszenierten sexuellen Rituals, hätten den Charakter einer Perversion gehabt: „... die gleiche Dynamik der Feindseligkeit, das gleiche Bedürfnis nach Wiederholung und Befriedigung, die gleiche Getriebenheit, der gleiche Wunsch, ein Opfer in einen Sieger zu verwandeln“, allerdings mit dem Unterschied, „daß die Erotik fehlt“. Stoller legt dabei ein Transkript von Tonbandaufnahmen im Wortlaut vor, um seine Arbeitsweise zu zeigen. Dadurch solle kenntlich werden, wie er von klinischem Material zu theoretischen Hypothesen gelange. Als die Patientin nach einer sehr langen Behandlung verstanden hatte, dass sie stehlen müsse, wenn ihr jemand das Gefühl gebe, keine Frau zu sein, sei ihr Impuls zu stehlen verschwunden und auch Jahre später nicht mehr aufgetaucht.

### Soziale Fragen
Im dritten und letzten Teil seines Buches befasst sich Stoller mit dem Begriff der Diagnose und den Folgen, die insbesondere psychiatrische Diagnosen für einen Menschen oder die Gesellschaft haben könnten, mit dem Begriff der Sünde, der im Zusammenhang mit Sexualität schnell auftauche und mit der für ihn als Tatsache geltenden Beobachtung, dass der Perversion, so sehr sie auch geächtet werde, etwas Positives abzugewinnen sei.

#### Ist Homosexualität eine Diagnose?
Für seine im zehnten Kapitel vorgestellte Auseinandersetzung mit dem Begriff der Diagnose setzt sich Stoller mit der Homosexualität auseinander, die zum Zeitpunkt der Veröffentlichung seines Buches noch eine psychiatrisch-diagnostische Kategorie war. Den öffentlichen Diskurs über die Homosexualität hielt Stoller für wichtig und sei deshalb „beunruhigt ... [über] die Art, wie man über dieses strittige Problem diskutiert“. In kritischer Sicht auf psychiatrische Diagnosen und die ihnen oft innewohnenden Unsicherheiten schlägt er vor, „Diagnose als Mittel zu präziser Bestimmung und Diagnose als soziales Machtinstrument“ zu unterschieden. Nicht ohne ironischen Seitenhieb will er sich auf Ersteres beschränken und den Rest „Berufenen“ überlassen.
Stoller war kein Freund von Diagnosen und hätte die meisten psychiatrischen Diagnosen gern fallen lassen, doch gäbe es dann keine Nomenklatur mehr, mit deren Hilfe Verständigung möglich wäre. Die Psychiatrie habe, anders als alle anderen Fachgebiete der Medizin, „kein funktionierendes Klassifizierungssystem“, das aus Syndrom, Pathogenese und Ätiologie zu bestehen habe. Stoller kritisierte die Diagnose Homosexualität als ein „Unrecht, das Homosexuelle beleidigt und das unter der Würde der Psychiater“ sei. Und doch sei das kein hinreichendes Argument, sie abzuschaffen. Homosexualität sei keine Diagnose, weil es sich – auf dem Hintergrund sehr unterschiedlicher Erfahrungen im Leben und mit je verschiedener Psychodynamik – um eine sexuelle Vorliebe handele und nicht um einen Symptomkomplex.

#### Sexualität als Sünde
Das elfte Kapitel ist kurz. Den Begriff der Sünde, der in der Öffentlichkeit im Zusammenhang mit Erotik, Sexualität und Perversion immer wieder auftaucht, aber zu verschiedenen Zeiten unterschiedliches Gewicht erhalte, bezeichnet Stoller als einen „gehobenen Ausdruck für den Wunsch, anderen Schaden zuzufügen“. Damit schließt er den Kreis zu seinen theoretischen Erwägungen.

„Vielleicht sollten sich die Befürworter sexueller Freiheit bei ihren sozialstrategischen Aktionen nicht allzusehr auf das Argument verlassen, das Sündenbewußtsein sei nur eine Folge der Versklavung durch repressive historische Vorgänge. Es wird wahrscheinlich nicht einfach deshalb verschwinden, weil wir es für veraltet erklären. Und uns entgeht die Vielfältigkeit der sexuellen Erregung des Menschen, wenn wir bei unseren Untersuchungen die Sünde ausklammern. [...] Wenn wir die feindseligen und entmenschlichenden Elemente der Phantasie leugnen, die zur sexuellen Erregung beitragen – wenn wir behaupten, es gäbe keine Sünde –, dann leugnen wir das Offenkundige, und das ist töricht.“

#### Die Notwendigkeit der Perversion
Im zwölften und letzten Kapitel entwickelt Stoller seine Überzeugung, die Perversion sei notwendig, weil sie die Familie und das Leben schütze. Intimität verursache eine derart erhebliche Spannung, dass sie die Stabilität der Familie gefährde. Und weil die Perversion feindselige und hasserfüllte Regungen binde, könne sie dazu beitragen, dass sich diese Impulse nicht destruktiv entladen. In diesem Sinne verhindere die Perversion manchen Mord. Eine „erschreckende Anzahl“ seiner in diesem Buch beschriebenen Patienten seien „nur durch harte therapeutische Arbeit“ davon abgehalten worden, einen Mord zu begehen – an Stoller oder anderen Menschen.

## Rezeption
Anlässlich des Unfalltodes von Stoller im Jahr 1991 zitierte Daniel Goleman Ethel Person – Psychiaterin an der Columbia University – mit ihrer Überzeugung, seine Veröffentlichungen über die Perversion seien ein „Schock“ für das psychoanalytische Establishment gewesen. Dass er Perversionen als eine Art emotionaler Rache für in der Kindheit erlittene Wunden verstand, habe einen Bruch mit Freud bedeutet, der Perversionen für eine Fixierung auf einer frühen psychosexuellen Entwicklungsstufe hielt.
Im Jahr 2003 hob De Masi in seinem Buch über die sadomasochistische Perversion die besonderen Verdienste Stollers hervor, Geschlechtsidentität nicht als eine auf Anatomie beruhende Tatsache verstanden und auf den Konflikt zwischen Natur und Kultur hingewiesen zu haben, in dem die Kultur die Vorherrschaft behalte.
Der Sexualwissenschaftler Wolfgang Berner hat in seinem Beitrag zu dem im Jahr 2005 von Quindeau und Sigusch herausgegebenen Buch mit dem Titel Freud und das Sexuelle darauf hingewiesen, dass erst Stoller „den Aspekt aggressiver (feindseliger bzw. narzisstischer) Lust für die Perversion gebührend beleuchtet“ habe.
Im Jahr 2007 erinnerte Élisabeth Roudinesco, eine französische Psychoanalytikerin, an Stollers Buch in der französischen Tageszeitung Le Monde.
Heinemann und Hopf behaupten in ihrem 2008 in dritter Auflage herausgegebenen Buch mit Rückgriff auf Stoller, die Feindseligkeit würde sich unter anderem gegen einen leblosen Gegenstand richten, während in Stollers Verständnis die Feindseligkeit in diesen Fällen darin besteht, eine reale Person durch das Begehren eines leblosen Gegenstandes in der Phantasie ausgelöscht zu haben.
Der englische Psychoanalytiker Paul Renn verknüpfte im Jahr 2009 eine Zusammenfassung von Stollers Buch über die Perversion mit der eines 1994 vorgelegten Buches von Jaime Stubrin über Neosexualität und lässt erkennen, dass auch 30 Jahre nach der Veröffentlichung von Stollers Buch seine grundlegende These nicht an Aktualität eingebüßt hat: feindselige, masturbatorische Phantasien dienen im Rahmen der Perversion dazu, sich zu trennen und die eigene Geschlechtsidentität zu verteidigen.
Die Historikerin Dagmar Herzog hat im März 2015 im Rahmen eines Vortrages in Berlin empfohlen, Robert Stoller „neu“ zu lesen. Ab den 1960er Jahren habe sich in den USA eine Psychoanalyse formiert, „um eine homophobe Liebes-Doktrin zu proklamieren, die Homosexualität auf neue Weise pathologisierte“. Demgegenüber plädiere Stoller „für ein Verständnis von Sexualität als per se pervers“ und biete in seinem Werk eine „Fundgrube für queere Begehrenstheorien“.

## Buchausgaben (Auswahl)
- Robert J. Stoller: Perversion. The erotic form of hatred. Pantheon Books, New York 1975, ISBN 978-0-394-49777-8 (englisch).
- Robert J. Stoller: Perversion. Die erotische Form von Haß (= Bibliothek der Psychoanalyse). Psychosozial-Verlag, Gießen 1998, ISBN 3-932133-51-X.
- Robert J. Stoller: Perversion. Die erotische Form von Hass (= Bibliothek der Psychoanalyse). 3. durchgesehene Auflage. Psychosozial-Verlag, Gießen 2014, ISBN 978-3-8379-2391-9 (englisch: Perversion. The erotic Form of Hatred. New York 1975. Übersetzt von Maria Poelchau).